# Station-service
 (juin 2012).

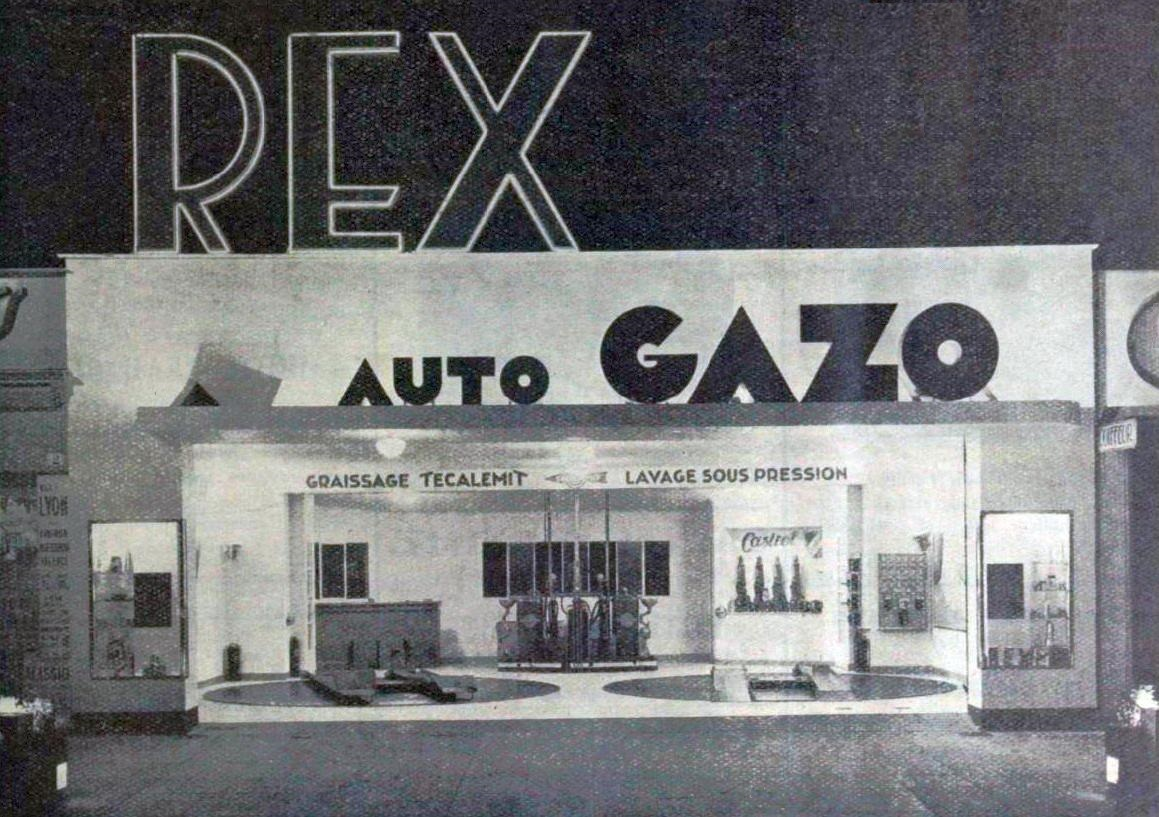
La station-automobile REX, à Monte-Carlo en 1937.

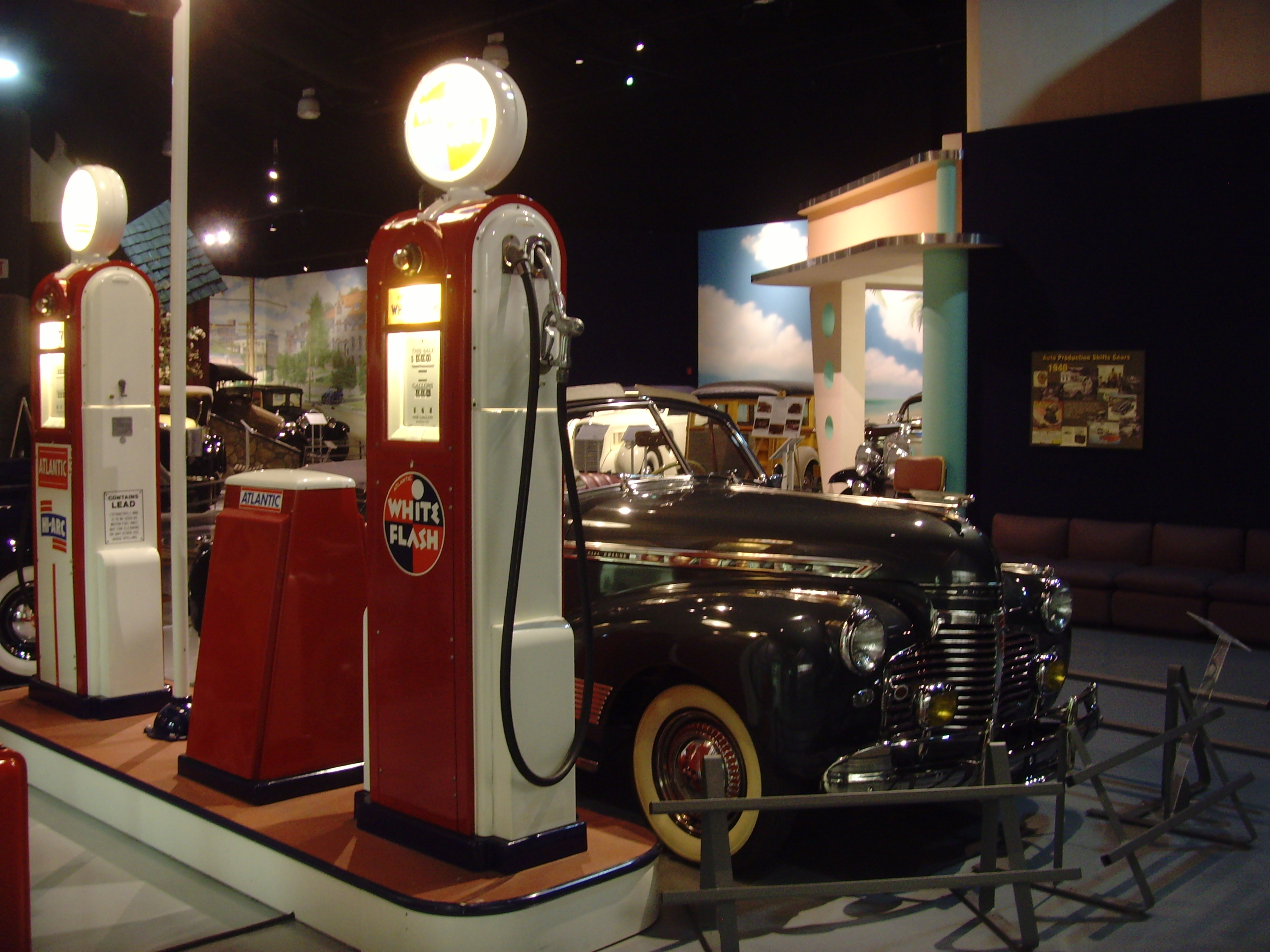
Reconstitution d'une ancienne station service américaine des années 1930.

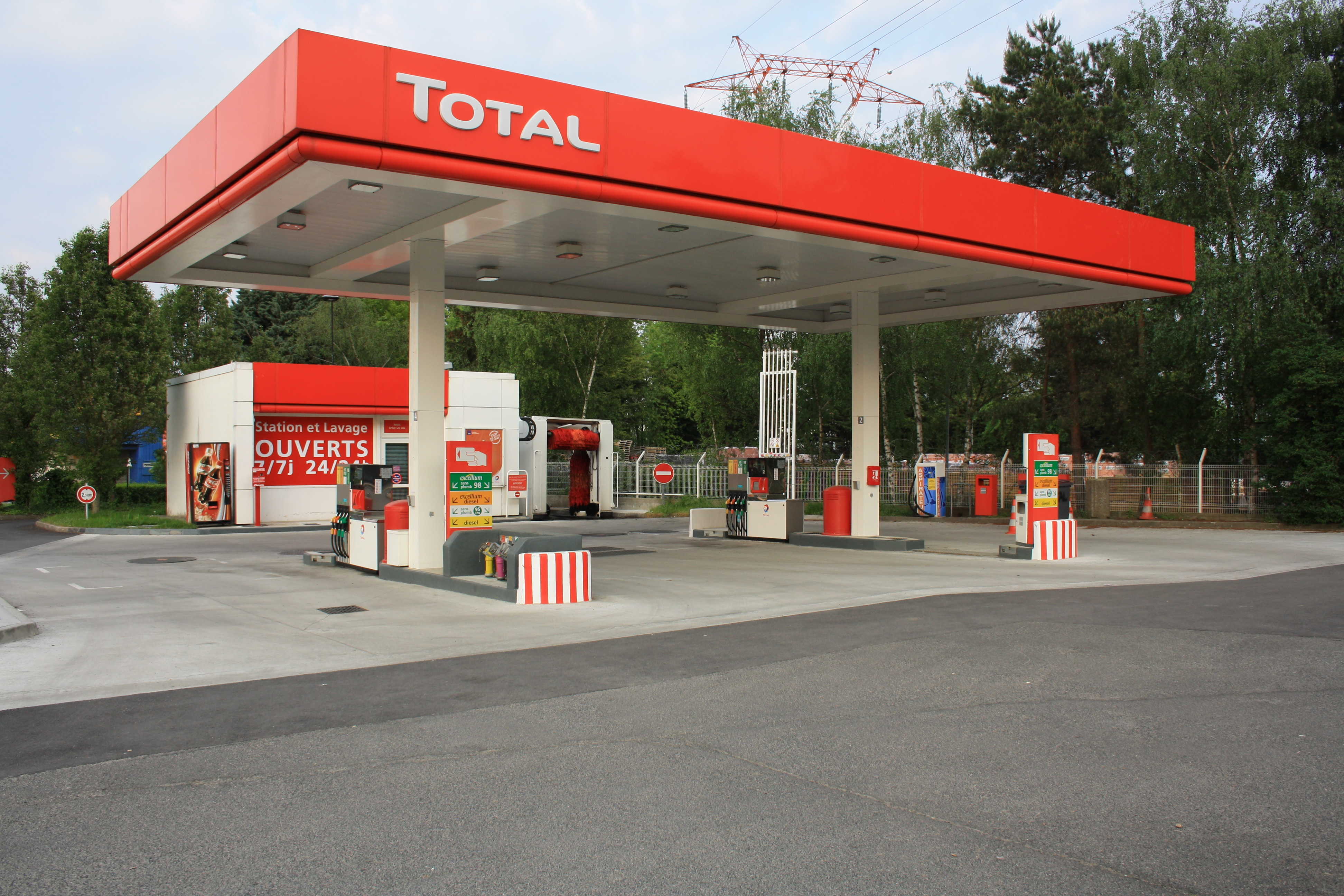
Station-service Total ouverte 24h/24 à Courtaboeuf.

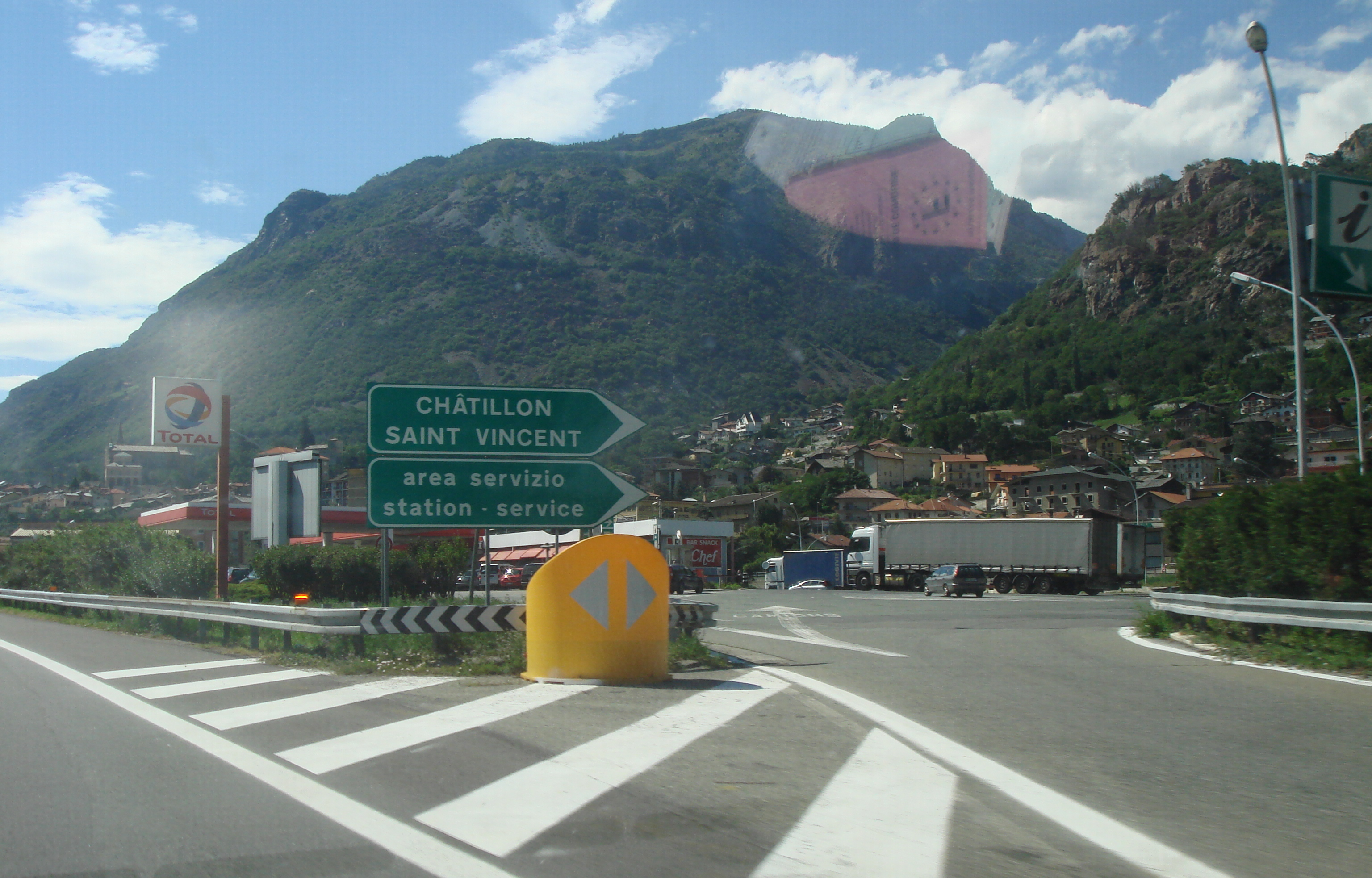
Station-service et aire de repos, sous la forme d'une aire de service en bordure d'autoroute, ici en Italie.

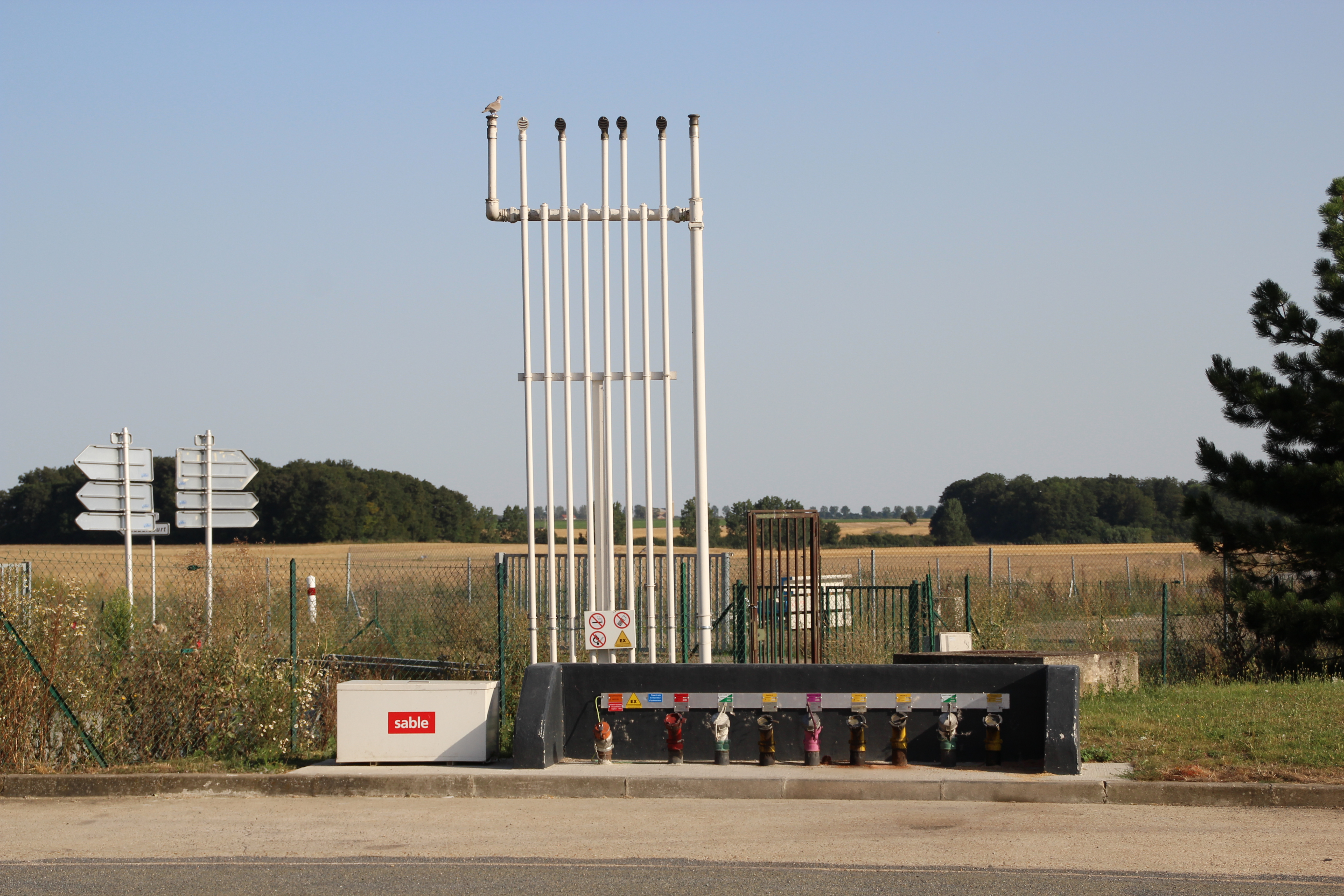
Events permettant l'approvisionnement d'une station service, ici Total.

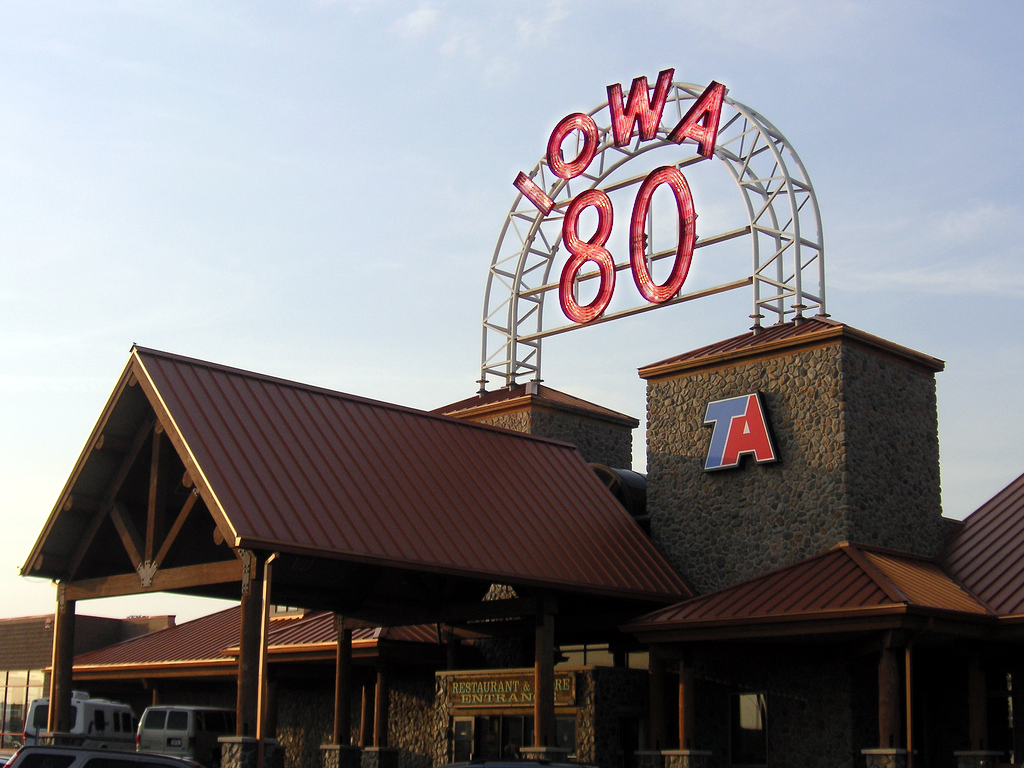
Iowa 80, la plus grande station-service du monde.

Une station-service, ou essencerie dans plusieurs pays d'Afrique francophone, aussi appelée station essence, station d’essence, station à essence, ou encore pompe à essence est une infrastructure positionnée sur le bord d'une route, destinée principalement à fournir du carburant aux automobilistes. Le mot « station-service » est un calque de la locution anglaise (service station).
Outre les distributeurs de carburant, les stations les plus équipées offrent aussi des services nécessaires aux véhicules automobiles : boutique d'accessoires automobiles, station de gonflage des pneumatiques, petite mécanique et dépannage. Parfois, une carte carburant peut être utilisée comme moyen de paiement.
Elles proposent également des services à destination des automobilistes : toilettes, épicerie, restauration, téléphone public.

## Histoire

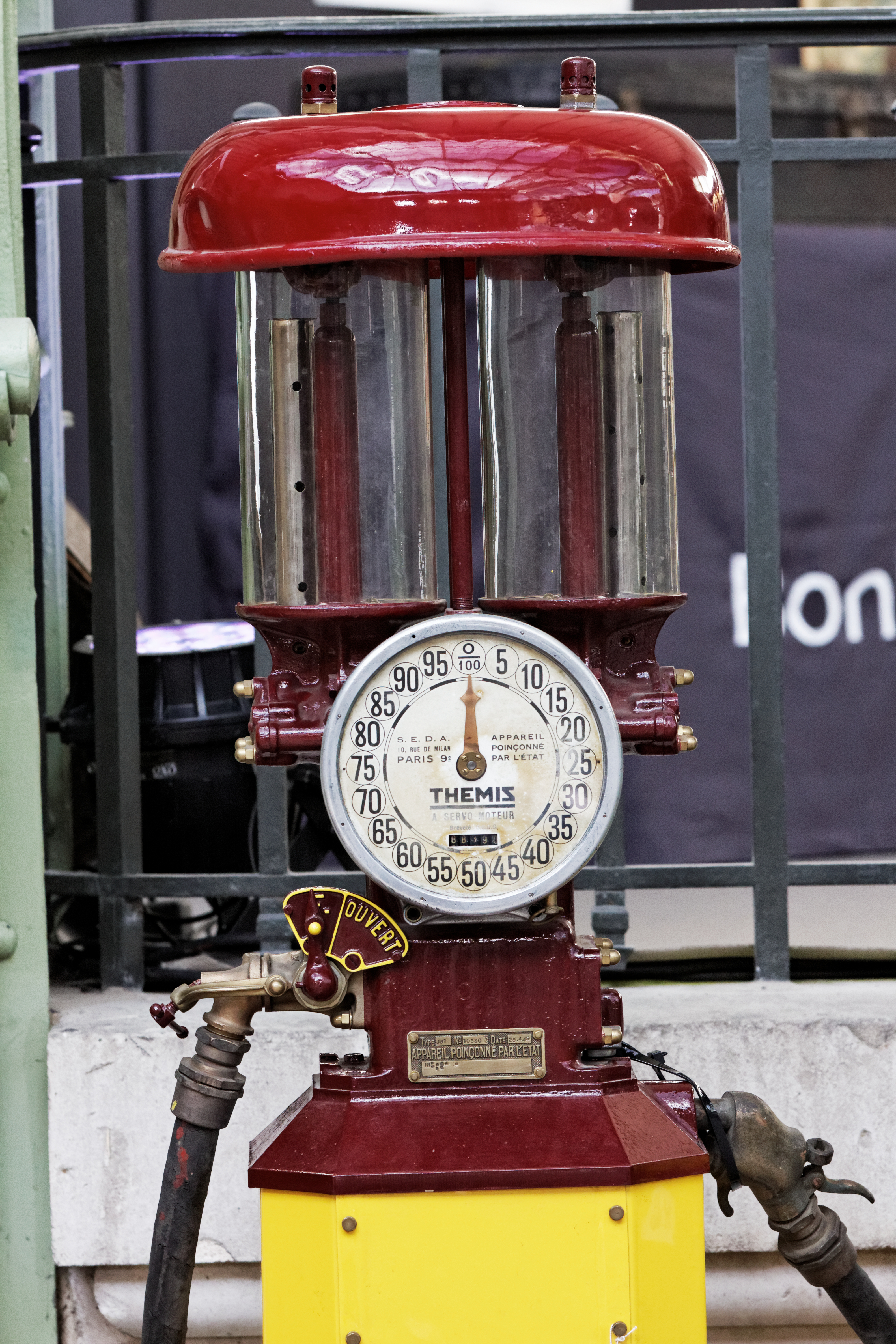
Une pompe à essence Themis modèle JB1 à bouteille à niveau visible (1930).

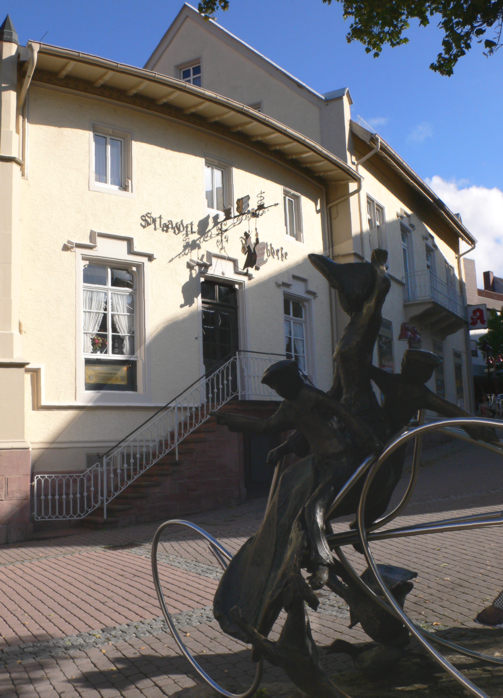
Plus ancienne station-service, une pharmacie de Wiesloch, en Allemagne

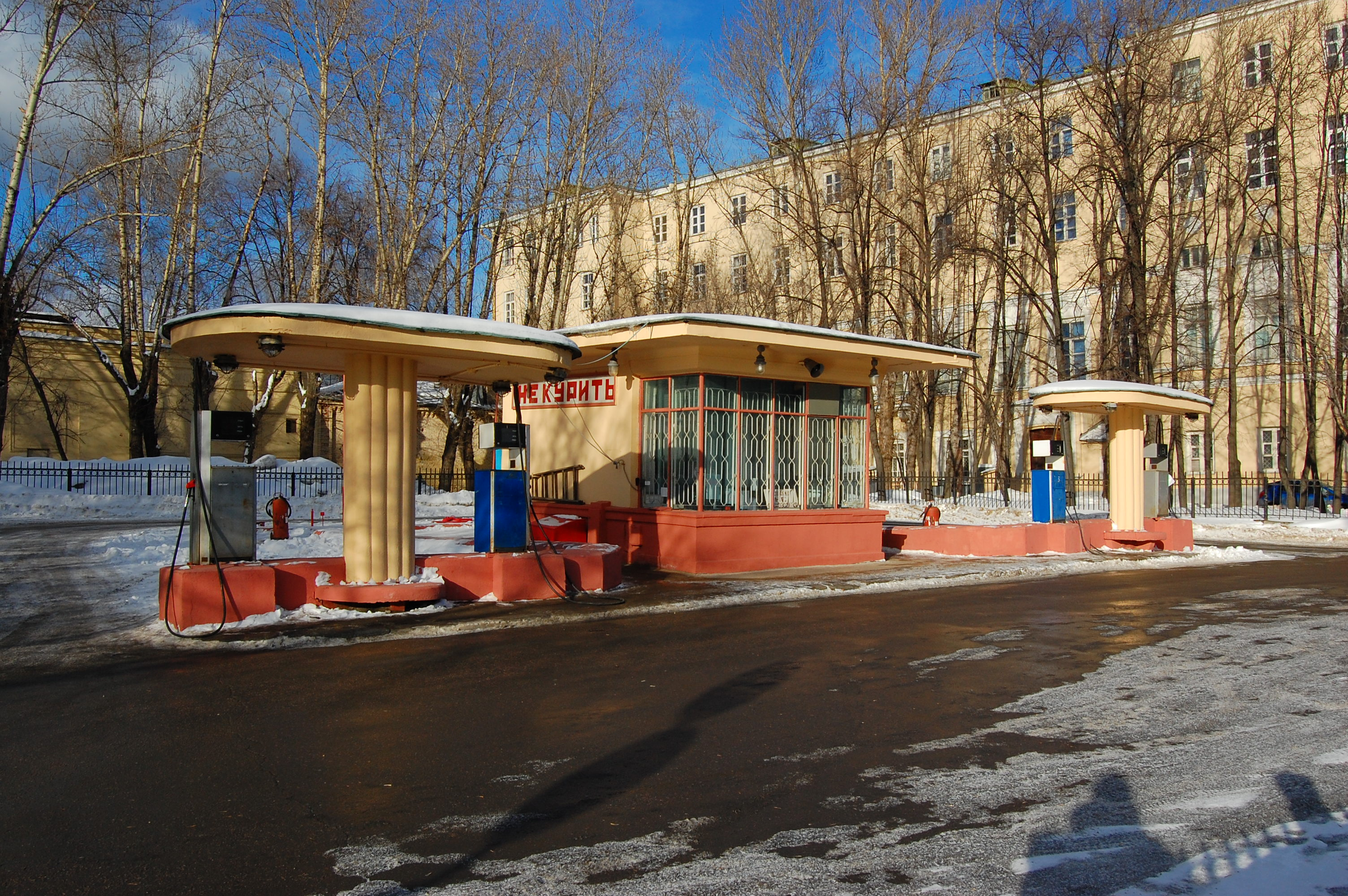
Station-service du Kremlin rue Volkonska, à Moscou.

D'après la marque Benz, la plus ancienne boutique ayant servi de station-service est une pharmacie de Wiesloch, en Allemagne, qui, en 1888, a fourni de l'éther de pétrole (ou benzine), à Bertha Benz, la femme de Carl Benz, lors de son voyage historique de Mannheim à Pforzheim.

## En France

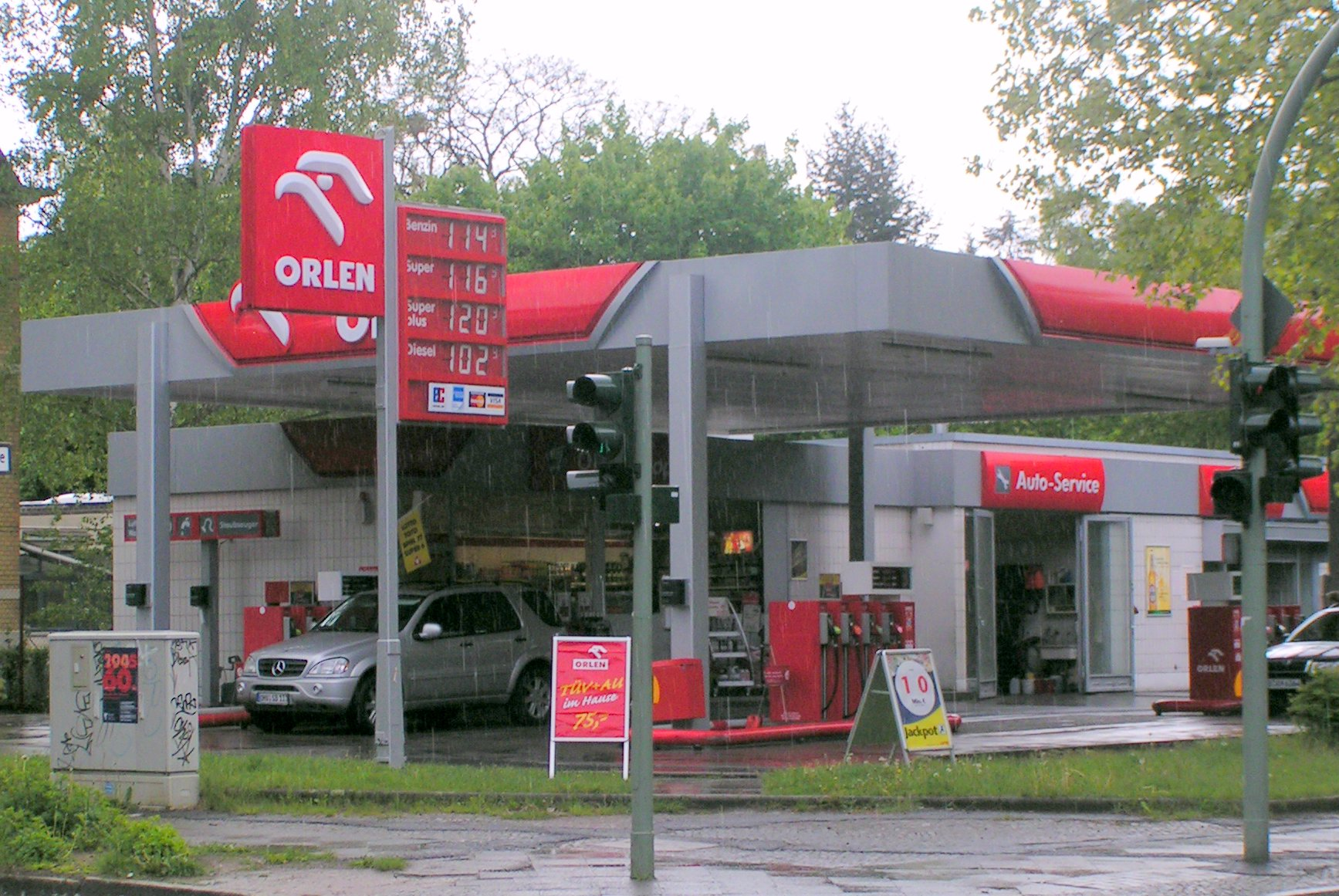
Station-service Orlen à Berlin (Allemagne).

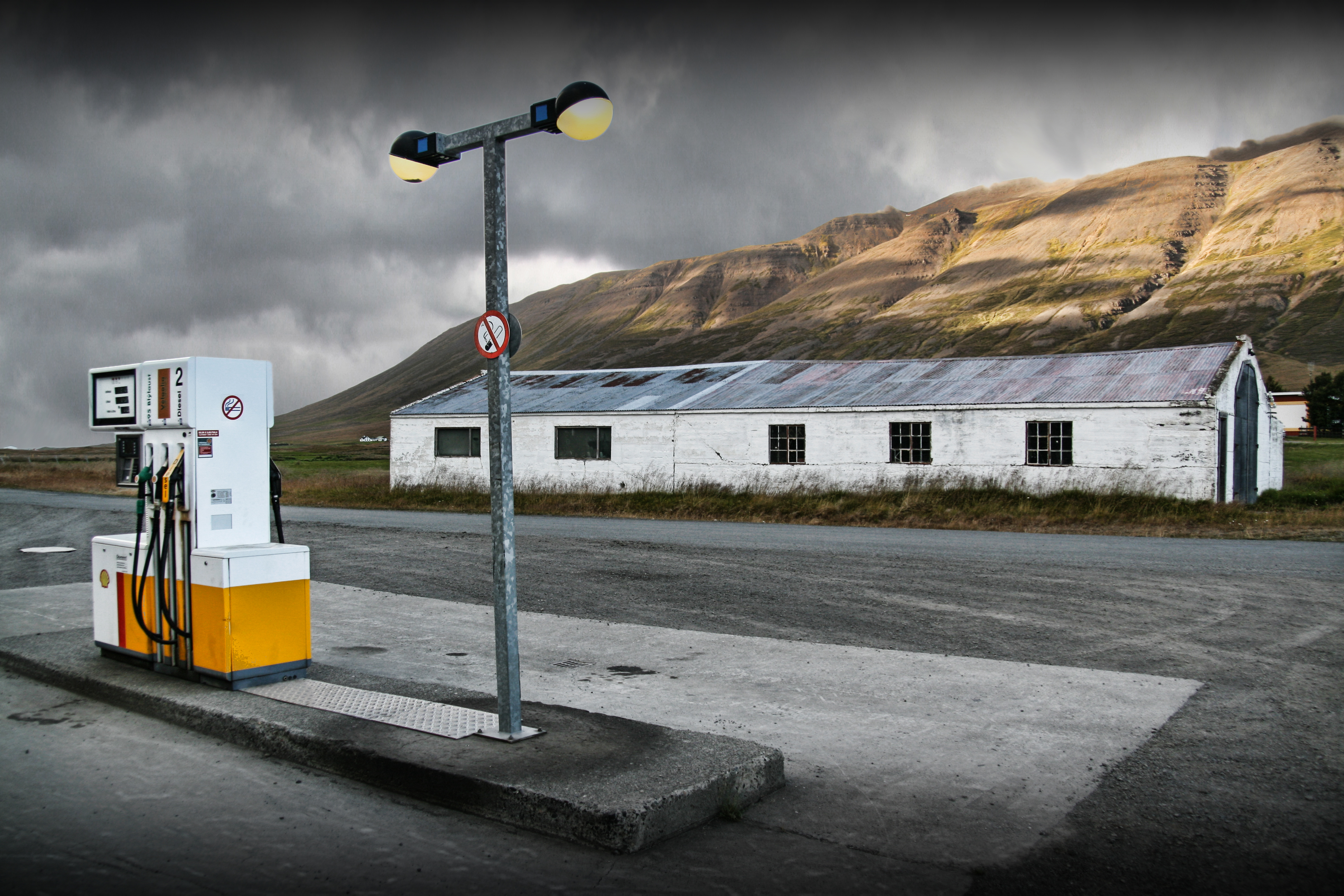
Station-service en Islande.

Sur les autoroutes françaises, les stations-service offrent des aires de stationnement et de repos, avec souvent une boutique approvisionnée en nourriture (par 8 à Huit pour BP et Casino pour Total) et en produits de confort pour la route. Cependant, ces tarifs sont majorés en raison de l'ouverture permanente, d'une redevance autoroutière (les concessionnaires d'autoroute obligent les pompistes à prendre à leur charge certains travaux d'aménagement et d'entretien d'autoroute), l'obligation de disposer de carburants ainsi que le raccourcissement de la durée des concessions à quinze ans (contre vingt auparavant). À la suite de la fusion de Total avec Elf, l'État a cédé plusieurs concessions à Carrefour et E.Leclerc afin de réduire le quasi-monopole détenu par les compagnies pétrolières mais ces deux grands distributeurs renoncent dorénavant aux appels d'offres, jugeant ces stations peu rentables : avec la décroissance des volumes observée depuis 2005 et les changements irréversibles de consommation constatés depuis le pic des prix en 2008, la distribution de carburant a atteint un palier.
Sur l'ensemble du territoire en 2010, le nombre de stations a été divisé par trois en trente ans, du fait de la réorganisation du réseau routier et de la concurrence des grandes surfaces. Ce sont les 1 400 indépendants (sur les 4 500 stations en France) qui souffrent le plus.
La grande distribution et son modèle « low cost » ne représente qu'un tiers du parc avec 4 902 stations mais 60,8 % du carburant vendu en France, contre seulement 12 % en 1980.
En 2006, les carburants disponibles en France sont essentiellement : les supercarburants sans plomb 95 et 98, le diesel, et le GPL. L'essence ordinaire a disparu dans les années 1991-1992 et le supercarburant (avec plomb) au début des années 2000.
La forte diminution du nombre de stations-service depuis les années 1980 s'explique notamment par l'essor de la grande distribution et la plus grande autonomie des véhicules (800 km dans les années 2010 en moyenne contre 400 km dans les années 1980), tandis que les stations rurales ont subi une réglementation de plus en plus lourde et difficilement soutenable financièrement[réf. nécessaire] par rapport à leurs volumes de vente relativement faibles. Alors que la grande distribution détenait 12 % du marché en 1980, en 2013 elle en possède 63 %, bien que fin 2012 les pétroliers et indépendants possèdent 6 175 sites sur 11 662, contre 4 947 à la grande distribution.

### Évolution du nombre de stations-service en France
Au cours des années 1980, il est observé un déclin du nombre de stations services. Cette évolution est attribuée à deux facteurs. D'une part, la fermeture de nombreuses stations en milieu rural, que le faible volume de ventes rendait peu rentables. D'autre part, la fermeture des stations des centres urbains en conséquence d'un durcissement des règles de sécurité.

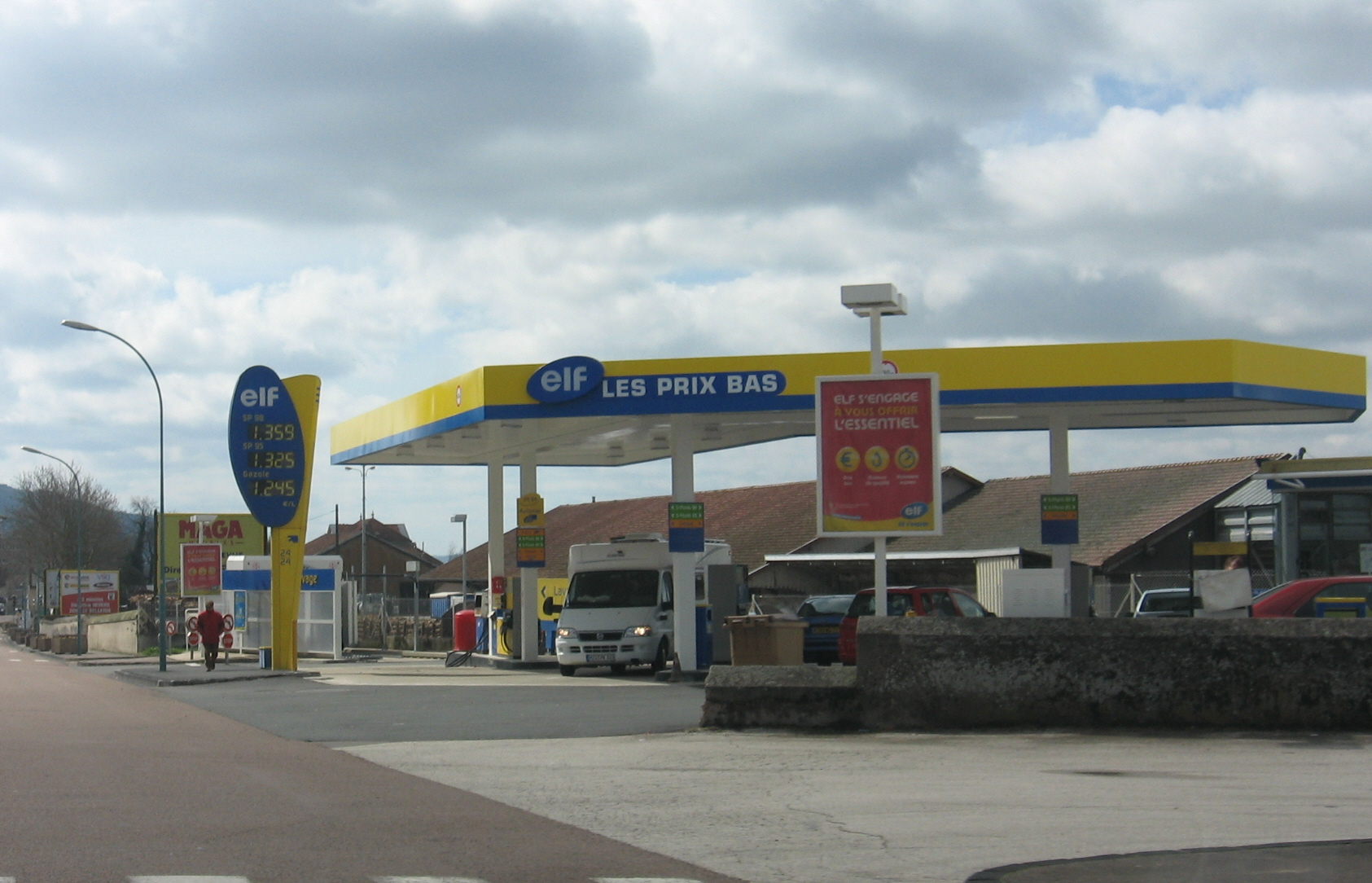
Station-service ELF en Côte-d'Or, mars 2008.

Table du nombre de stations-service en France :
| 1980 | 41 500 |
| 1985 | 32 000 |
| 1990 | 24 500 |
| 1995 | 18 406 |
| 2000 | 16 227 |
| 2001 | 15 498 |
| 2002 | 14 918 |
| 2003 | 14 219 |
| 2004 | 13 835 |
| 2005 | 13 504 |
| 2006 | 13 170 |
| 2007 | 12 929 |
| 2008 | 12 699 |
| 2009 | 12 522 |
| 2010 | 12 051 |
| 2011 | 11 798 |
| 2012 | 11 662 |
| 2013 | 11 476 |
| 2014 | 11 356 |
| 2015 |        |
| 2016 |        |
| 2017 |        |
| 2018 |        |
| 2019 | 11 193 |
| 2020 | 11 160 |

À Paris, le nombre de stations-service diminue drastiquement dans les années 2010. En 2017, on en compte trois fois moins qu'en 1995, où il y en avait 280. Les raisons de ces disparitions sont nombreuses : réglementation sur la protection de l'environnement, projets d'aménagements urbains ou encore crise économique qui pousse les automobilistes à aller se fournir dans des hypermarchés de périphérie où l'essence est moins chère. La libéralisation des prix de l'essence en 1985 a également joué un rôle. Une décision de l'Union européenne de 2010, devant prendre effet en 2020, interdit aux stations-service d’être à moins de 13 mètres d'un immeuble, ce qui risque d'entraîner de nouvelles disparitions. Par ailleurs, la mairie de Paris préfère ne pas renouveler des concessions (comme le Total porte d'Italie, fermé en 2013), afin de privilégier des programmes immobiliers ou de création de ZAC.
Une étude prospective du cabinet Colombus Consulting prévoit la poursuite du mouvement de disparition des stations-service dans trois scénarios, selon la rapidité du développement des véhicules électriques (VE) : dans le scénario modéré (44 % de VE en 2050), la baisse en volume des ventes de carburants serait de 18 % en 2030 et 51 % en 2050 ; dans le scénario intermédiaire (70 % de VE en 2050), la baisse atteindrait 66 % en 2050 et dans le scénario haut (97 % de VE en 2050), elle atteindrait 83 % en 2050. La disparition des stations s'accentuera en zones rurales, et les stations d'autoroutes et de grandes surfaces se reconvertiront en stations de recharge pour VE.

Evolution du volume distribué
| Année | Volume (Mm3) | % Gazole (B7) | % SP 95 E-10 (E10) | % SP 95 (E5) | % SP 98 (E5) | % E 85 (E85) |
| ----- | ------------ | ------------- | ------------------ | ------------ | ------------ | ------------ |
| 2020  | 42,6 Mm3     | 77,1%         | 11,1%              | 5,7%         | 5,3%         | 0,8%         |
| 2019  | 50,0 Mm3     | 77,5%         | 10,7%              | 6,4%         | 4,9%         | 0,5%         |
| 2018  | 50,0 Mm3     | 78,8%         | 9,1%               | 7,0%         | 4,8%         | 0,4%         |
| 2017  | 51,0 Mm3     | 80,0%         | 7,8%               | 7,4%         | 4,6%         | 0,2%         |
| 2016  | 50,6 Mm3     | 80,6%         | 6,9%               | 8,0%         | 4,3%         | 0,2%         |
| 2015  | 50,4 Mm3     | 81,1%         | 6,4%               | 8,4%         | 4,0%         | 0,2%         |
| 2014  | 49,9 Mm3     | 81,3%         | 6,1%               | 8,9%         | 3,7%         | -            |
| 2013  | 49,5 Mm3     | 81,1%         | 5,7%               | 9,6%         | 3,5%         | -            |
| 2012  | 49,8 Mm3     | 80,7%         | 4,9%               | 10,9%        | 3,5%         | -            |
| 2011  | 50,2 Mm3     | 79,8%         | 3,6%               | 12,7%        | 3,9%         | -            |
| 2010  | 50,2 Mm3     | 78,5%         | 2,8%               | 14,2%        | 4,3%         | -            |
| 2009  | 50,2 Mm3     | 76,9%         | 1,2%               | 17,3%        | 4,4%         | -            |

### Carburants en station-service et supermarché

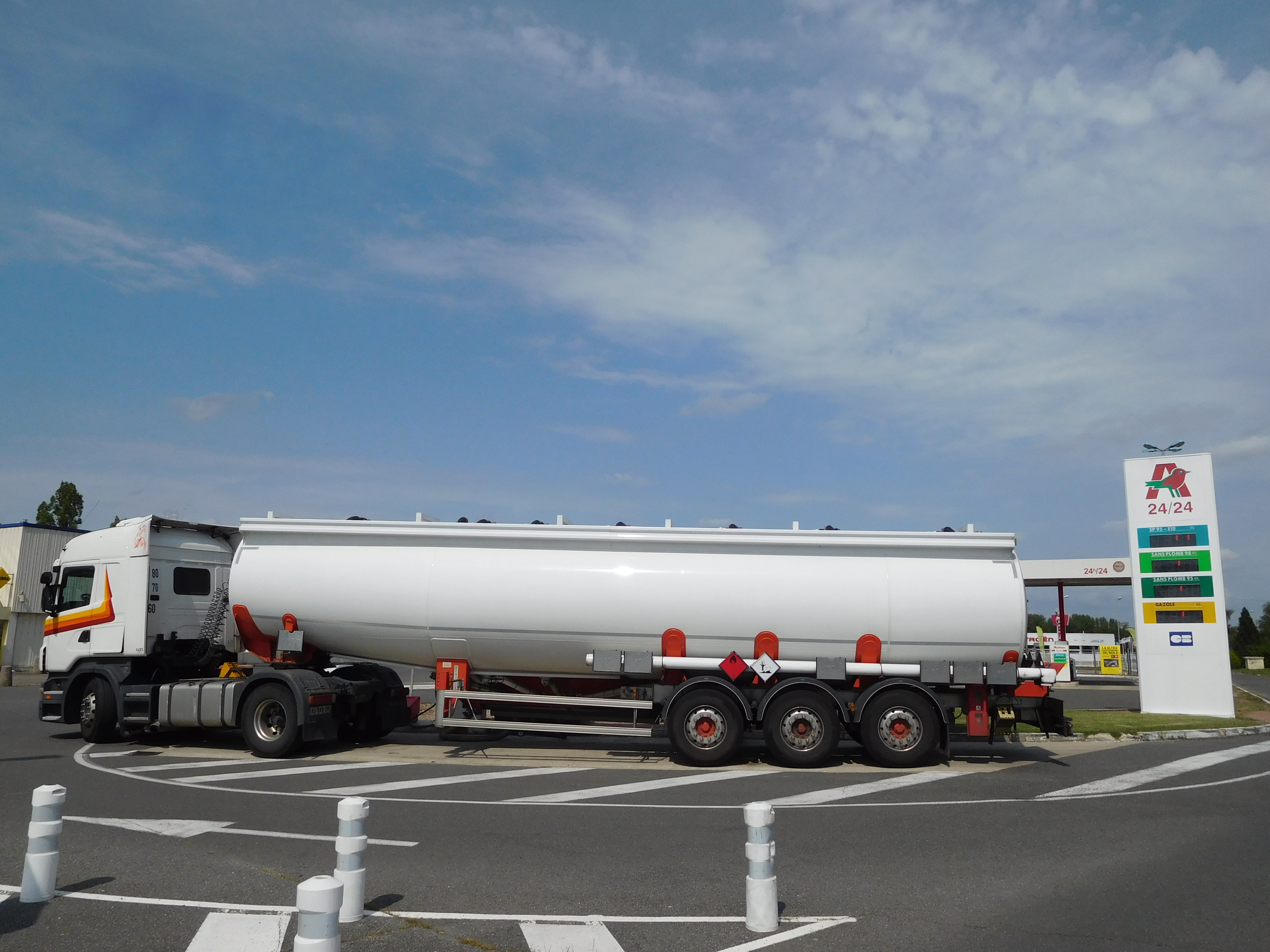
Remplissage des cuves d'une station-service de supermarché

Dans la culture populaire, les carburants vendus dans les grandes surfaces seraient de moins bonne qualité que ceux proposés par les stations-services. Cela est dû au fait, qu'à l'époque les grandes surfaces commercialisaient les « fonds de cuves » rachetées à bas prix aux raffineries.
La différence majeure est que les pétroliers accordent beaucoup plus de temps pour la création de leurs carburants (gazole et essence) à la raffinerie ; et ajoutent plus d'additifs ce qui permet moins de consommation,.
En 2014, la répartition des carburants routiers est la suivante :
- 12,7 millions de mètres cubes dans les stations de pétroliers ;
- 24,3 millions de mètres cubes en grande surface ;
- 2,2 millions de mètres cubes dans les stations indépendantes ;
- 3,6 millions de mètres cubes dans des enseignes non identifiées.

### Installation et réglementation
Selon la législation française, les stations-services sont des installations classées pour la protection de l'environnement (ICPE). En effet, ce type d'installation est concerné par la rubrique no 1435 de la nomenclature des installations classées (« stations-service : installations, ouvertes ou non au public, où les carburants sont transférés de réservoirs de stockage fixes dans les réservoirs à carburant de véhicules ») :
- Les installations distribuant un volume annuel de carburant liquide supérieur à 20 000 mètres cubes sont soumises à enregistrement. Afin de limiter leur impact environnemental, les exploitants de ces installations doivent notamment respecter les prescriptions techniques d'un arrêté ministériel daté du 15 avril 2010[14].
- Les installations distribuant un volume annuel de carburant liquide supérieur à 100 mètres cubes d'essence ou 500 mètres cubes au total, mais inférieur ou égal à 20 000 mètres cubes doivent être déclarées. Afin de limiter leur impact environnemental, les exploitants de ces installations doivent notamment respecter les prescriptions techniques d'un autre arrêté ministériel également daté du 15 avril 2010[15].

Pour cette classification, l'essence est définie comme étant « tout dérivé du pétrole, avec ou sans additif d'une pression de vapeur saturante à 20 °C de 13 kPa ou plus, destiné à être utilisé comme carburant pour les véhicules à moteur, excepté le gaz de pétrole liquéfié (GPL) et les carburants pour l'aviation ».
Les stations-services qui distribuent de l'hydrogène sont depuis le 1er janvier 2019 concernées par la rubrique no 1416 de la nomenclature des installations classées. Les installations, ouvertes ou non au public, où l'hydrogène gazeux est transféré dans les réservoirs de véhicules et où la quantité journalière d'hydrogène distribuée est supérieure ou égale à 2 kg/j doivent être déclarées. Afin de limiter leur impact environnemental, les exploitants de ces installations doivent notamment respecter les prescriptions techniques d'un arrêté ministériel daté du 22 octobre 2018.
L'instruction des demandes d'enregistrement ainsi que le contrôle du respect des prescriptions techniques par les exploitants sont réalisés par l'inspection des installations classées.

## Dispositif de distribution

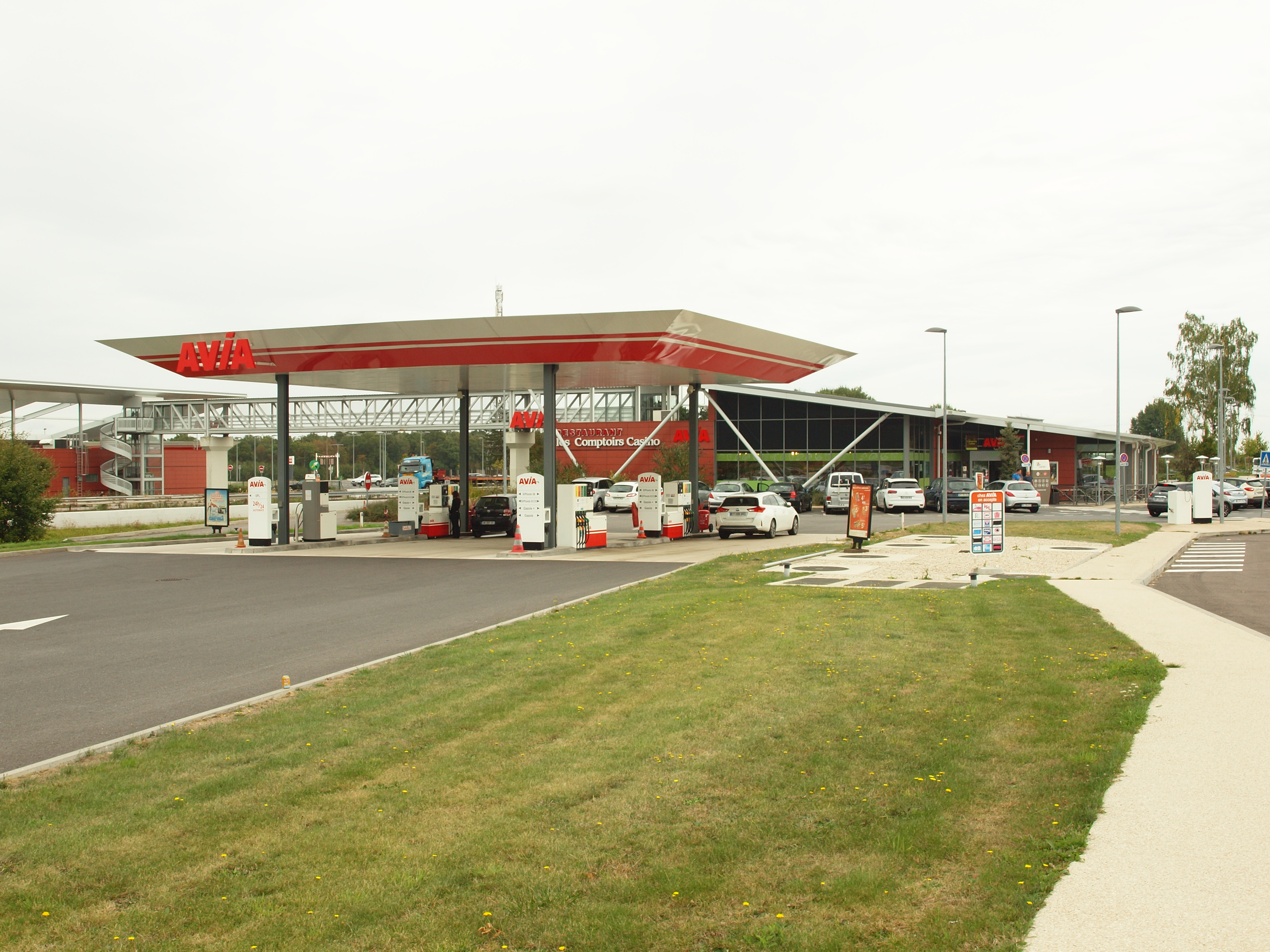
Une station-service d'autoroute, sous contrat.

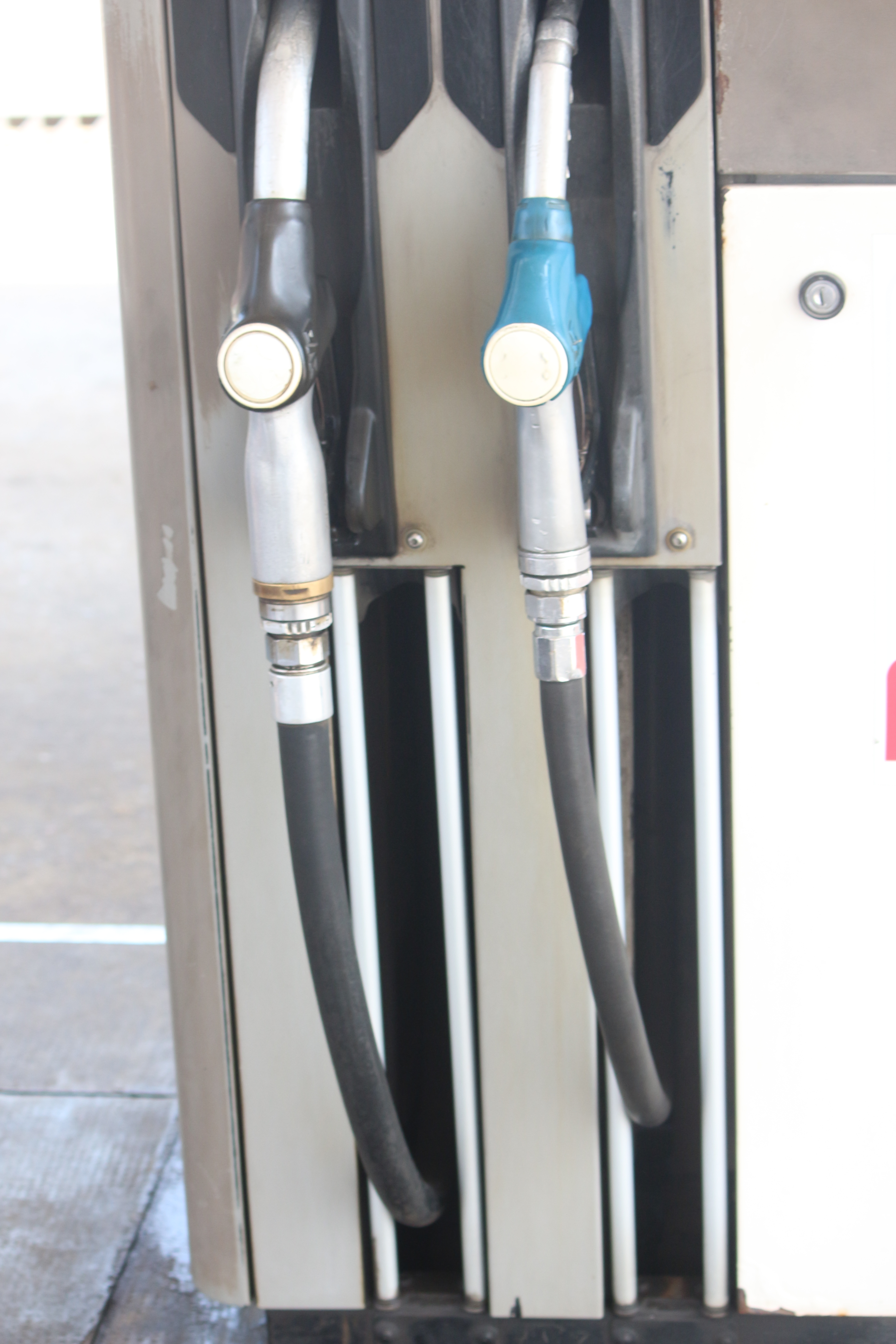
Pistolets distributeurs.

Les pompes à carburant sont équipées de pistolets distributeurs, qui sont pourvues d'un système d'arrêt automatique et de récupérateur de vapeur.
L'approvisionnement des stations se fait par camion citerne, à partir des entrepôts pétroliers.
Il existe deux modèles économiques de station service :
- Une station-service sous contrat, appartenant à un tiers ayant souscrit un contrat d'approvisionnement avec une compagnie pétrolière ou un grossiste en produits pétroliers. Que le contrat soit de type mandataire ou acheteur ferme, l'exploitant concède l'exclusivité de ses approvisionnements en échange d'une commission ou d'une marge, d'une image de marque, de produits conformes et de toutes les assurances logistiques nécessaires à la bonne exploitation de sa station. Les stations-service sous contrat, par exemple les stations d'autoroutes, sont prioritaires en cas de pénurie nationale de carburant, notamment en cas de grève[19].
- Une station-service organique appartient en propre à la compagnie pétrolière. Elle peut être exploitée en gestion directe par le biais d'une filiale, soit mise en gérance de type mandataire ou acheteur ferme.

## Stations-service et pollution

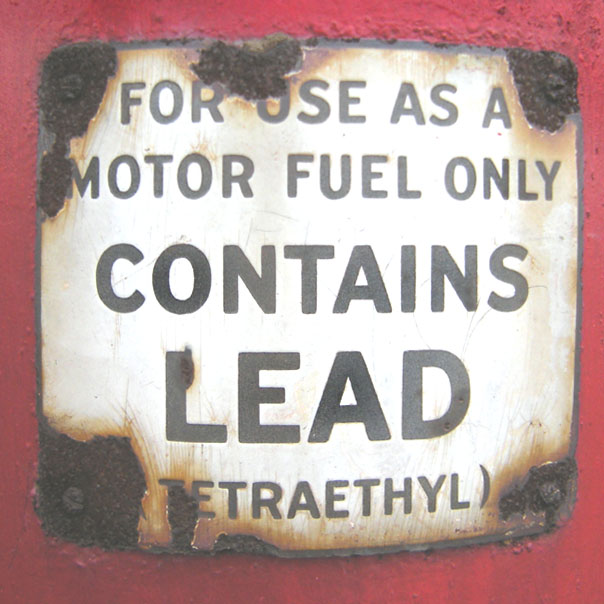
Panneau indiquant la vente d'essence plombée au plomb tétraéthyle, un additif toxique inventé par Thomas Midgley Jr. et principalement fabriqué par la société américaine, Ethyl Corp. (de 1923 à nos jours, interdit depuis 2000 en Europe, mais encore utilisé dans des pays en développement où il pose des problèmes sanitaires graves). Ailleurs il est remplacé par du benzène ou des additifs qui restent toxiques comme le MMT.

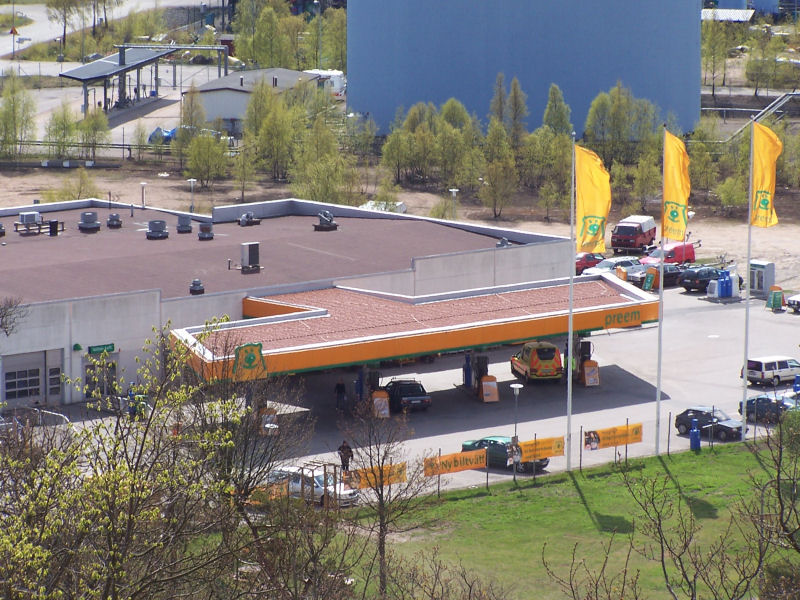
Station-service Preem à Karlskrona en Suède.

Les « pompistes » étaient autrefois directement soumis aux vapeurs d'essence contenant des substances cancérigènes et susceptibles de causer des troubles de la vigilance. Ils ont été remplacés par des systèmes de self-service avec paiement par carte la nuit.
Les principaux problèmes environnementaux sont :
- la pollution chronique et parfois accidentelle des sols et des nappes, par des fuites de cuves ou à partir de carburant déversé sur le sol. Pour limiter cela, des intercepteur d'essence sont souvent mis en place ;
- la pollution de l'air par les vapeurs nocives de carburant (contenant de puissants solvants organiques (COV), dont benzène cancérogène et mutagène) ;
- atteintes à la santé via l'exposition chronique à de faibles doses de benzène : une étude[22] française récente a conclu que pour un enfant, habiter près d'une station-service ou d'un garage automobile augmentait (de 60 %) le risque de leucémie aigüe chez l’enfant.

La Commission européenne a proposé un projet le 4 décembre 2008 visant à garantir le captage et le recyclage des vapeurs de carburant nocives dans les stations-service, soit vers un réservoir de stockage souterrain aménagé sur le site de la station-service, soit directement vers la pompe à essence : le projet a été soumis au Conseil européen et au Parlement européen pour un examen (procédure de codécision). Le Parlement européen a voté un texte le 5 mai 2009, après accord préalable avec les États membres. Il doit encore être adopté par le Conseil européen.
Un système de la phase II de la récupération des vapeurs d'essence (ou PVR-phase II ; Petrol Vapour Recovery) sera obligatoire pour :
- les pompes à essence de toutes les stations-service existantes, nouvellement bâties ou subissant une rénovation importante et dont le débit est supérieur à 500 m3 d'essence par an, ou dont le débit est au-dessus de 100 m3 par an et si elle est intégrée dans un bâtiment utilisé comme lieu permanent de travail ou d’habitation ;
- les stations-service existantes de plus grande taille, dont le débit est supérieur à 3 000 m3 par an. Obligatoire avant le 31 décembre 2008 (anticipation de deux ans de la date initialement prévue par la Commission européenne[25]).